# Начешице
Начешице (чеш. Načešice) је насељено мјесто са административним статусом сеоске општине (чеш. obec) у округу Хрудим, у Пардубичком крају, Чешка Република.

## Становништво
Према подацима о броју становника из 2014. године насеље је имало 590 становника.